# Pantoclis carinata
Pantoclis carinata är en stekelart som först beskrevs av Thomson 1858.  Pantoclis carinata ingår i släktet Pantoclis, och familjen hyllhornsteklar. Arten är reproducerande i Sverige.